# Opuntia lagunae
Opuntia lagunae ist eine Pflanzenart in der Gattung der Opuntien (Opuntia) aus der Familie der Kakteengewächse (Cactaceae). Das Artepitheton lagunae verweist auf das Vorkommen der Art im  mexikanischen Gebirge Sierra de la Laguna.

## Beschreibung
Opuntia lagunae wächst strauchig mit an der Basis erscheinenden, etwas aufrechten Zweigen und erreicht Wuchshöhen von bis zu 1,5 Meter. Die glauk-grünen, verkehrt eiförmigen bis kreisrunden Triebabschnitte sind bis zu 15 Zentimeter lang und ebenso breit. Die kleinen Areolen sind rund. Die langen Glochiden sind gelb und befinden sich an den oberen Teilen der Areolen. Die meist fünf nadeligen, abstehenden oder abwärts gerichteten Dornen sind weißlich und bis zu 3 Zentimeter lang.
Die gelben Blüten erreichen Durchmesser von bis zu 7 Zentimeter. Die verkehrt eiförmigen, dunklen, etwas purpurroten Früchte sind bis zu 7 Zentimeter lang.

## Verbreitung, Systematik und Gefährdung
Opuntia lagunae ist im mexikanischen Bundesstaat Baja California Sur in Höhenlagen von 500 bis 600 Metern verbreitet.
Die Erstbeschreibung erfolgte 1932 durch Helia Bravo Hollis.
In der Roten Liste gefährdeter Arten der IUCN wird die Art als „Least Concern (LC)“, d. h. als nicht gefährdet geführt. Die Entwicklung der Populationen wird als stabil angesehen.

## Nachweise